# Sãotoméseglare
Sãotoméseglare (Zoonavena thomensis) är en fågel i familjen seglare. Fågeln förekommer i bergstrakterna på öarna São Tomé och Príncipe i Guineabukten. IUCN kategoriserar arten som livskraftig.